# Hervé (évêque de Troyes)
Pour les articles homonymes, voir Hervé.
Hervé ou Hervée (né vers 1150 et mort en 1223) est un religieux français du début du XIIIe siècle qui fut évêque de Troyes de 1207 jusqu'à sa mort. Il est natif de Courmorin (aujourd'hui appelé Saint-Benoist-sur-Vanne)

## Biographie

### L'élection à l’épiscopat
Les chanoines de la cathédrale de Troyes, divisés en deux groupes, ne purent se mettre d'accord pour la succession de Garnier de Traînel et en appelèrent au pape Innocent III. Suivant les conseils du souverain pontife, il nommèrent Hervé, ce qui fut confirmé par une bulle du 20 février 1207.
Hervé avait étudié à l'université de Paris et était docteur en théologie, chanoine et grand archidiacre de Troyes, il n'était pas encore prêtre. Il a donc fallu lui donner la prêtrise avant de le sacrer évêque.

### La cathédrale gothique
En 1188, un incendie ravage une partie de la ville et détruit une partie de la cathédrale romane.
Le début de la reconstruction gothique commence probablement vers 1200 avec le chœur gothique sous l’épiscopat de Garnier de Traînel.
En 1208, Hervé lance l'élévation de la cathédrale gothique. L'ensemble des parties inférieures du chœur sont terminées en 1220 et la partie haute peut commencer à s'élever.

### Le combat contre l'hérésie
Une doctrine hérétique menée par Amaury de Bène apparait vers cette époque et un de ses disciple, Raoul de Namur, vint prêcher à Troyes vers 1210.
Hervé fait partie des évêques qui condamnent cette doctrine et il participe à un concile à Paris en 1210 où il prononce la peine capitale contre les meneurs de cette doctrine, qui furent brûlés vifs.

### Le différend avec le comte de Champagne
Vers 1219, Hervé est en litige avec le comte de Champagne Thibaut IV à propos de la forteresse de Méry qui appartient à l'évêque, mais que Thibaut veut détruire.  
En mars 1219, il frappe Troyes et ses habitants d'interdit, malgré la protection du pape envers le comte. Conrad, évêque d'Ostie, servi de médiateur et obtient d'Hervé la levée de l'interdit et du comte la mainlevée de la saisie des biens et des hommes de l'évêque.
Lors de la guerre de succession de Champagne, il prit des positions qui n'étaient pas celles de la papauté, qui soutenait Blanche de Navarre et son fils Thibaut IV, et failli pour cela être suspendu.

### Le décès de l'évêque
Hervé mourut le 2 juillet 1223, après avoir administré le diocèse pendant dix-sept années.
Ceux qui l'ensevelirent le trouvèrent revêtu d'un cilice et d'une corde à laquelle pendant une pièce de plomb.
Il fut inhumé dans la chapelle de la Sainte Vierge à la cathédrale et le chapitre lui fit construire un riche mausolée.
Le pape Honorius III en fit l'éloge.
Son tombeau fut enlevé et vendu en 1778.